# Hydroptila dentata
Hydroptila dentata är en nattsländeart som beskrevs av Ross 1938. Hydroptila dentata ingår i släktet Hydroptila och familjen smånattsländor. Inga underarter finns listade i Catalogue of Life.